# Liberté, Égalité, Fraternité

La Libertà che guida il popolo (La Liberté guidant le peuple) di Eugène Delacroix (1830).

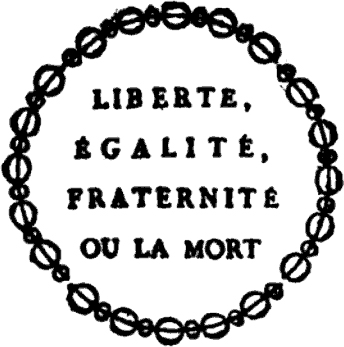
Testo esposto su un cartello che annunciava la vendita dei biens nationaux, ovvero di quei possedimenti e domini della Chiesa (edifici, oggetti, terreni e foreste) che furono confiscati dopo la Rivoluzione francese (1793). All'epoca, il motto fu talvolta mutato in Libertà, Egualità, Fraternità, o Morte: ma quest'ultima parte fu poi abbandonata perché troppo fortemente associata con il regime del Terrore

Liberté, Égalité, Fraternité (in italiano Libertà, Uguaglianza, Fratellanza) è un celebre motto risalente al Settecento e associato in particolare all'epoca della Rivoluzione francese, divenuto poi il motto nazionale della Repubblica Francese. Appare nell'articolo 2 della Costituzione francese del 1958 (Constitution française du 4 octobre 1958).
La libertà e l'uguaglianza degli uomini sono sancite come principio in Francia nell'articolo 1 della Dichiarazione dei diritti dell'uomo e del cittadino del 1789. La Fraternità è assente dalla Dichiarazione dei diritti dell'uomo e del cittadino del 1789. Compare per la prima volta nei testi del novembre 1848, poi nelle Costituzioni del 1946 e del 1958. Il motto è inciso sul frontone degli edifici pubblici il 14 luglio 1880.

## Libertà
La prima parola del motto repubblicano francese è "Liberté", che fu all'inizio concepita secondo l'idea liberale. La Dichiarazione dei diritti dell'uomo e del cittadino (1789) la definiva con due articoli: «La libertà consiste nel potere di fare ciò che non nuoce ai diritti altrui» (articolo 4) e «La legge ha il diritto di proibire le sole azioni nocive alla società; e tutto ciò che dalla legge non è proibito non può essere impedito, e niuno costretto a far quello che essa non impone.» (articolo 5).
«Vivere liberi o morire» fu un grande motto repubblicano, adottato nello stemma originale del Club dei Giacobini.
Sotto il governo giacobino-montagnardo del Comitato di salute pubblica, di cui Maximilien de Robespierre fu il leader più importante (cosiddetto regime del Terrore), divenne famoso il motto: «Nessuna libertà per i nemici di essa», ispirato da Marat. Per Robespierre, influenzato da Rousseau «la libertà consiste nell'obbedire alle leggi che ci si è date e la servitù nell'essere costretti a sottomettersi ad una volontà estranea».
Il Consiglio costituzionale è garante delle libertà: verifica la conformità delle leggi alla Costituzione.

## Uguaglianza

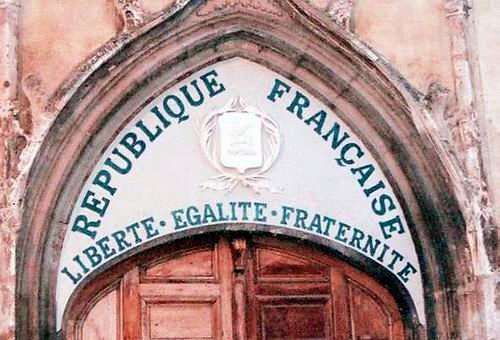
Timpano di una chiesa con un'iscrizione risalente al 1905, anno della legge sulla separazione tra Chiesa e Stato

Secondo termine del motto repubblicano, la parola "Égalité", significa che la legge è uguale per tutti e le differenze per nascita o condizione sociale vengono abolite (egualitarismo); ognuno ha il dovere di contribuire alle spese dello Stato in proporzione a quanto possiede. Il primo articolo della costituzione prevede che «Gli uomini nascono e restano liberi ed uguali nei diritti; quindi le distinzioni sociali non possono essere fondate che sull'utilità comune» (Articolo 1). Il principio teoricamente era già presente nel concetto di Stato di diritto, ma con la Rivoluzione Francese venne praticamente messo in atto.
L'uguaglianza è un principio di diritto secondo il quale il legislatore ha il dovere di garantire l'uguaglianza dei diritti tra i cittadini. Tuttavia, il Consiglio costituzionale ha allentato tale concetto "ammettendo modulazioni quando queste siano basate su criteri oggettivi e razionali rispetto all'obiettivo perseguito dal legislatore e che tale obiettivo non sia esso stesso o contrario alla Costituzione, né viziato da errore manifesto di valutazione".

## Fratellanza
Nella Dichiarazione dei diritti e doveri del cittadino, parte integrante e iniziale della Costituzione dell'anno III (1795), la parola "Fraternité", terzo elemento del motto repubblicano, è definita così: "Non fate agli altri ciò che non vorreste fosse fatto a voi" (cosiddetta etica della reciprocità). Inoltre, l'inclusione del termine "Fraternité" è stata fonte di molti dibattiti perché questo concetto appartiene più agli obblighi morali che alla legge.

## Origini e uso
I primi contenuti riferibili al motto Liberté, Égalité, Fraternité sono presenti nel saggio pubblicato nel 1774 a Londra da Jean-Paul Marat, Work wherein the clandestine and villainous attempts of princes to ruin liberty are pointed out ("Opera in cui s'illustrano i sotterranei e scellerati tentativi dei prìncipi di cancellare la libertà"), che egli pubblicherà poi in francese col titolo più noto Les chaînes de l'esclavage ("Le catene della schiavitù"), dove si anticipavano i temi dell'azione politica: una violenta presa di posizione contro il dispotismo a favore della sovranità popolare e dell'uguaglianza. Successivamente, nel libro La Costituzione, o Progetto di Dichiarazione dei Diritti dell'Uomo e del Cittadino del 1789 vengono ripresi e perfezionati gli ideali di Libertà, Uguaglianza e Fratellanza che verranno progressivamente adottati a motto e simbolo. La prima formulazione del motto è attribuita a Camille Desmoulins (l'inventore anche della coccarda tricolore francese) per la Festa del 14 luglio 1790, anniversario della presa della Bastiglia.
Sebbene Liberté, Égalité, Fraternité sia un motto nato dalla Rivoluzione francese e usato nella Prima repubblica, occorre attendere la IIIe République (Terza Repubblica) perché venga adottato come simbolo ufficiale: prima di allora il motto subisce una battuta d'arresto, insieme ai principi fondanti della Repubblica. L'Impero e la Restaurazione trascurarono la valorizzazione legislativa del motto, che ritorna alla pubblica ribalta solo nel 1848 grazie alla penna di Pierre Leroux, all'epoca rappresentante del popolo in seno alla Assemblée Nationale (Assemblea nazionale). Egli partecipa attivamente al percorso di riconoscimento del motto come principio costituente della Seconda Repubblica.
Nell'ambito di una repubblica a cui sovente si pospone l'aggettivo "operaia", il motto acquista significati più ampi: l'adozione del suffragio universale estende a tutti la Liberté di scelta politica. La Commission du Luxembourg (Commissione del Luxembourg), nel promuovere le Associazioni Operaie (antenate delle cooperative di produzione), estende l'Égalité ai domini specifici dell'economia e della società. Infine, per mezzo di uno Stato che assegna la sovranità al popolo, la Fraternité esprime il senso della solidarietà e modera i potenziali ardori estremisti delle altre due sorelle. Mentre in passato si tendeva a privilegiare l'Égalité o la Liberté, questa fase storica vede la Francia percorrere la strada della democrazia con un maggiore equilibrio.
Tuttavia, ancora una volta, la Repubblica si divide: la repressione popolare del giugno 1848 e il ritorno dell'Empire rimettono in vigore la filosofia e la portata sociale del triplice motto. È necessario che trascorrano ancora dei decenni per arrivare a vedere, nel 1880, la celebre massima incisa sui frontoni di tutti gli edifici pubblici. Poi, le Costituzioni del 1946 e 1958 riconoscono autorevolmente il valore che il triplice motto ha per la storia del Paese d'oltralpe.
Liberté, Égalité, Fraternité rappresentano un valore così grande da travalicare i confini della Francia, sono simboli che hanno portata e rilevanza universali. Questo motto, nato dalla fucina d'idee della rivoluzione francese, è un caposaldo irrinunciabile della moderna cultura dell'Occidente. Da 1987, la Costituzione haitiana prevede che «La devise nationale est : Liberté – Égalité – Fraternité.»
Alcune repubbliche sorelle della Francia rivoluzionaria come la Repubblica Cisalpina napoleonica, la Repubblica Ligure e la Repubblica Napoletana adottarono motti simili ("Libertà Eguaglianza", Libertà, Eguaglianza" e "Libertà e Uguaglianza").
Anche la Repubblica Romana del 1849, nell'articolo 2 della sua Costituzione, faceva riferimento a "l’eguaglianza, la libertà, la fraternità".
Il teatino Giuseppe Maria Papardo del Parco nel 1853 espose una dissertazione, poi data alle stampe, Sulla libertà, uguaglianza e fraternità del socialismo, nel quale confuta i principii rivoluzionari, affermando che le parole, travisate dai socialisti, finiscono per negare il loro autentico significato.
A partire dal 1848, il motto è presente sul trono dei gran maestri della massoneria latina. La libertà allude anche alla libertà interiore dalle catene spirituali che vengono rotte col lavoro iniziatico.